# Будинок Ґропіуса
42°25′37″ пн. ш. 71°19′37″ зх. д. / 42.426944° пн. ш. 71.326944° зх. д.
Будинок Ґропіуса — це історичний будинок-музей, що належить Historic New England, розташований за адресою 68 Baker Bridge Road в Лінкольні, штат Массачусетс, США. Це була сімейна резиденція архітектора-модерніста Вальтера Ґропіуса, його дружини Ізе Ґропіус (уроджена Франк) та їхньої дочки Аті Ґропіус. Будинок був визнаний національною історичною пам'яткою в 2000 році за зв'язок з Вальтером Гропіусом, оскільки він був впливовим викладачем і пропагандистом модерністської архітектури. Будинок містить колекцію матеріалів, пов'язаних з Баухаусом, не мають аналогів за межами Німеччини.

## Історія
Як перший директор Баухаусу, Ґропіус цікавився поєднанням сучасних технологій із потребами споживачів, приділяючи однакову увагу архітектурній цілісності та декоративному мистецтву.
Ґропіус і його сім'я приїхали до Сполучених Штатів після трирічного перебування в Лондоні, куди вони переїхали, щоб уникнути нацистського режиму. Гропіус приїхав до Массачусетса, щоб прийняти посаду викладача у Вищій школі дизайну Гарвардського університету. Його колега-архітектор Генрі Шеплі переконав філантропа Хелен Сторроу надати землю та профінансувати проєктування та будівництво будинку для Гропіуса. Гропіус спроєктував будинок у 1937 році; місцевий будівельник Каспер Дж. Дженні побудував його у 1938 році. Ґропіус використовував свій новий будинок як вітрину для своїх студентів з Гарварду, а також як приклад модерністської ландшафтної архітектури в Америці. Він вибрав цей район через близькість до Академії Конкорд, куди мала відвідувати його дочка Аті. Він залишався домом Гропіуса з 1938 року до його смерті в 1969 році. 
Марсель Брейер, колега-архітектор і друг родини Гропіусів, приїхав до Сполучених Штатів незабаром після Гропіусів, щоб також працювати на факультеті дизайну Гарварду. Хелен Сторроу надала Брейеру сусідню земельну ділянку, де він міг продемонструвати свою філософію дизайну. Ґропіус і Брейер допомагали один одному в будівництві своїх будинків, добудувавши свої житла в 1938 і 1939 роках відповідно. Будинок Ґропіус містить меблі Breuer. У будинку також є роботи Ееро Саарінена, Жоана Міро та Герберта Байєра, які вони подарували Вальтеру Ґропіусу.

## Архітектура та дизайн

### Філософія дизайну

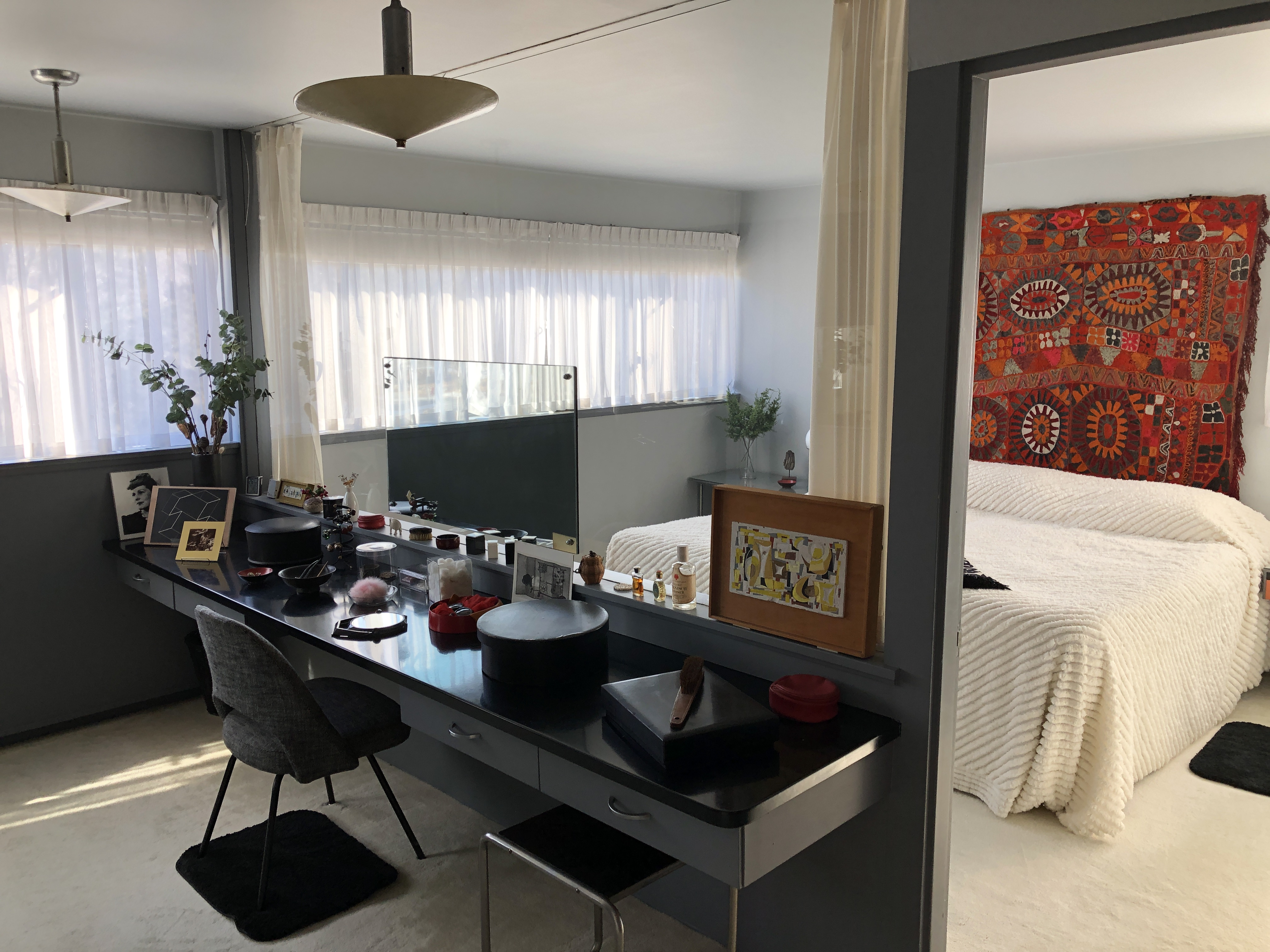
Спальня

У 1931 році Ґропіуса попросили написати статтю з описом ідеального невеликого будинку для Архітектурного форуму. Гропіус окреслив найважливіші аспекти дизайну будинку: «Житловий будинок більше не повинен нагадувати щось подібне до фортеці, як до пам'ятника стін із середньовічною товщиною та дорогого фасаду, призначеного для ефектного зображення. Натомість він має бути легкої конструкції, наповнений яскравим денним і сонячним світлом, змінним, часозберігаючим, економічним і корисним в останній мірі для своїх мешканців, чиї життєві функції він призначений обслуговувати». 
Далі Ґропіус описав ідеальне планування такого будинку, майже буквально окреслюючи композицію Будинку Ґропіуса: «Ніякої штучної симетрії, а вільне функціональне розміщення послідовності кімнат, короткі, що заощаджують час комунікації, рухомий простір для дітей, чітке розмежування між житловою, спальною та господарською частинами будинку і, нарешті, правильне використання землі і особливо сонячної сторони. Спальні потребують ранкового сонця (виходять на схід), вітальні повинні мати південне та західне світло, а північна сторона — комори, кухні, сходи та ванні кімнати».

### Дім

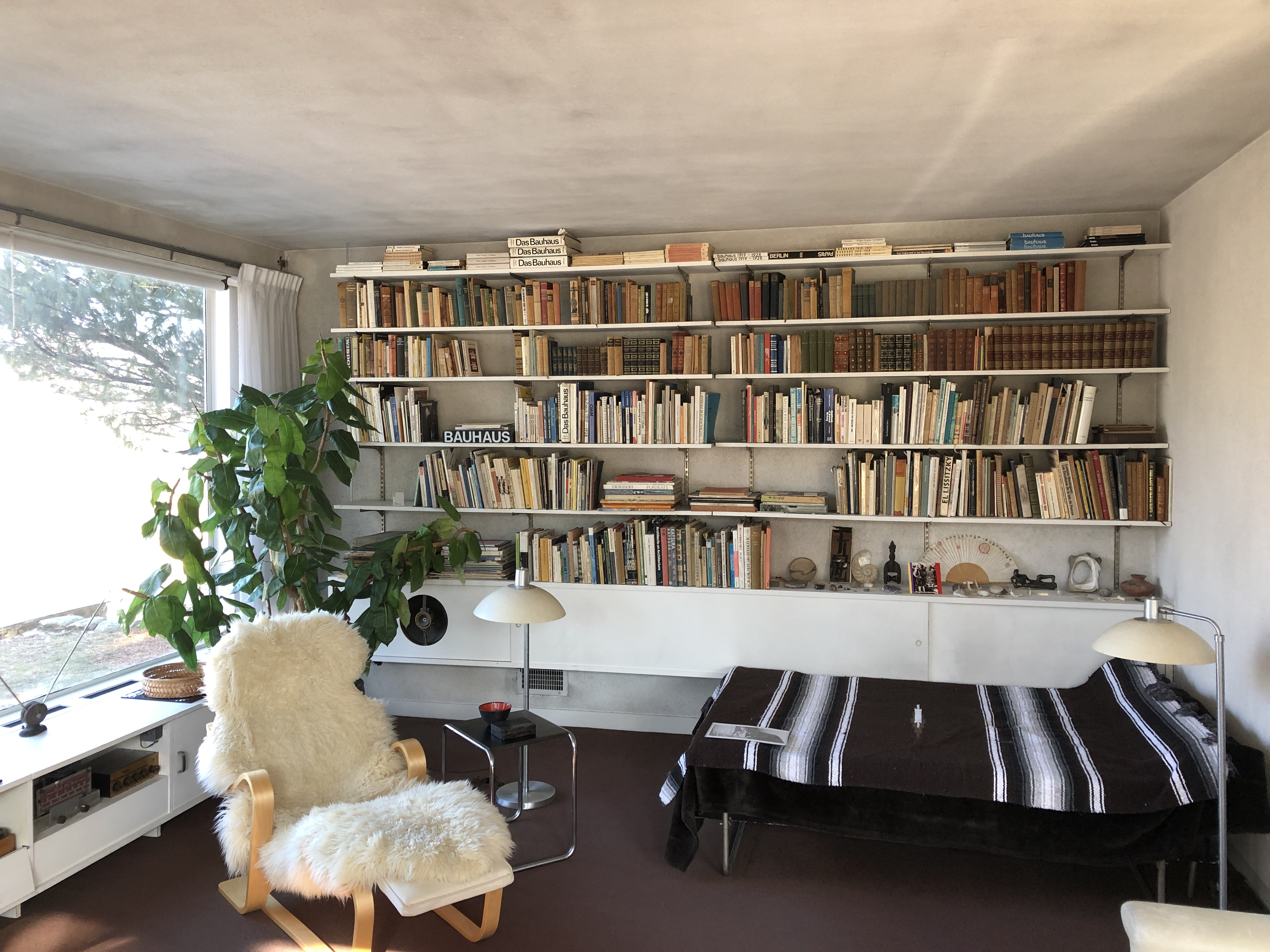
Вітальня

Розташований серед полів, лісів і фермерських будинків, Будинок Ґропіуса поєднує традиційні матеріали архітектури Нової Англії (дерево, цегла та польовий камінь) з промисловими матеріалами, такими як склоблок, акустична штукатурка, зварена сталь і хромовані поручні. Конструкція складається з балкового дерев'яного каркаса, обшитого білим вертикальним сайдингом. У інтер'єрі фоє використовуються традиційна вагонка, але накладена вертикально, щоб створити ілюзію висоти. Тут була галерея. Оскільки роботи, які виставлялися в Будинку Ґропіуса, часто змінювалися, дерево слугувало легкою поверхнею для прибиття, латання, перефарбовування. Будинок містить об'єднану вітальню та їдальню, кухню, кабінет, швейну, три спальні та чотири ванні кімнати. Усі ванні кімнати були розміщені в менш помітному північно-західному кутку будинку та використовували ту саму каналізацію для максимальної ефективності. Однією з найбільш помітних відмінностей між будинком Ґропіуса та сусідніми будинками є його плоский дах. У той час як у більшій частині Європи та навіть у деяких частинах Сполучених Штатів плоскі дахи ставали досить поширеними, у Лінкольні та прилеглих районах скатні дахи з фронтонами були нормою. Гропіус створив свій плоский дах з невеликим нахилом до центру, щоб вода могла стікати в сухий колодязь на території. 
На момент будівництва Будинку Ґропіуса названій дочці Вальтера та Ізе Аті було 12 років. Ґропіус подбав про те, щоб Аті було щасливо і комфортно, і дозволив їй зробити великий внесок у дизайн її спальні. Аті вибрала теплу палітру кольорів і велику частину своїх меблів, включаючи письмовий стіл, який Гропіус спроєктував у Баухаузі в 1922 році. Кімната Аті є найбільшою з трьох спалень з окремим входом, включаючи ковані гвинтові сходи. Хоча Гропіус не зміг дати їй піщану підлогу та скляну стелю, які вона просила, він дав їй приватний дах, щоб вона могла спати під зірками.

### Пейзаж
Відповідно до філософії Баухауза, кожен аспект будинку та навколишнього ландшафту був спланований для максимальної ефективності та простоти. Гропіус ретельно розташував будинок, сказавши у статті 1933 року «Дім нових ліній», що «подібне значення для гармонійного формулювання самої будівельної конструкції має правильна інтеграція будинку в ландшафт, у сад...» Сам будинок знаходиться на трав'янистому підйомі, оточений кам'яними підпірними стінами серед водно-болотних угідь і яблуневого саду з 90 деревами, останній, який Ґропіуси вирощували в природних умовах.  Ґропіус хотів, щоб відкритий простір навколо будинку був також «цивілізованим», і створив газон на двадцять футів навколо всього будинку з багаторічним садом, який розширювався на південь біля ґанку. Попри те, що будинок розташований на досить рівній ділянці землі, Гропіуси зберегли широкі краєвиди на південь, схід і захід, зберігаючи ліси в належному стані.  Закритий ґанок був розміщений так, щоб розділити землю навколо будинку на кілька зон, порівнянних з кімнатами всередині будинку. Будинок був задуманий як частина органічного ландшафту, де Ґропіус використовував внутрішній і відкритий простір, щоб підкреслити взаємозв'язок між структурою та місцем.
До того, як проєкт будинку був завершений, Вальтер Ґропіус наполегливо працював над створенням ідеального ландшафту. Він відібрав дорослі дерева з сусіднього лісу й допоміг пересадити їх у свій майбутній свій двір. Ізе з Уолтером вибрали сосну звичайну, білу сосну, в'яз, дуб та американський бук. Після поїздки до Японії в 1950-х роках Ісе видалила багаторічні рослини і покрила землю шаром сірого гравію, де вона посадила азалії, кизильник, кизильник і одне велике дерево з червоним листям японського клена. 

## Галерея
|  |
|  |

|  |
|  |

|  |
|  |

|  |
|  |

|  |
|  |

## Критика
Консервативні сусіди не схвалювали Будинок Ґропіуса. Один сусід, Джеймс Лауд, відчув, що будинок Ґропіуса зіткнувся з навколишніми будинками в стилі колоніального відродження. За словами Лауда, і будинок Ґропіуса, і будинок, спроєктований Марселем Бройером, виглядали як «курники».

## Збереження
У 1974 році — через п'ять років після смерті Уолтера — Ізе пожертвувала майно Товариству збереження старожитностей Нової Англії, хоча прожила там до кінця свого життя. У 1984 році, через рік після смерті Ізе, будинок став музеєм. Він відкритий для публіки.